# Советские военнопленные во время Великой Отечественной войны
Сове́тские военнопле́нные во вре́мя Вели́кой Оте́чественной войны́ — категория военнослужащих Красной армии, добровольно или насильственно попавших в плен немецкой армии или войск союзников Германии во время Великой Отечественной войны.
Жестокие условия содержания советских военнопленных были вызваны идеологическим неприятием Адольфом Гитлером, фюрером нацистской Германии, коммунизма и стремлением к расширению жизненного пространства на Востоке, под которые подводилась формальная основа — Советский Союз не признал Гаагскую конвенцию 1907 года и отказался присоединиться к Женевской конвенции о военнопленных, которая завершала и собирала воедино положения Гаагских правил, что, по мнению национал-социалистического руководства, позволяло Германии, ранее подписавшей оба соглашения, не регламентировать условия содержания советских военнопленных этими документами. На самом деле Гаагскую конвенцию Советская Россия признала ещё в 1918 году (как соглашения о Красном Кресте), а Женевская конвенция, так и не подписанная СССР, регламентировала отношение к военнопленным вне зависимости от того, подписали ли её страны-противники или нет.
По данным архива Генштаба Вооружённых сил Российской Федерации, в годы Великой Отечественной войны потери пленными составили 4 млн 559 тыс. человек. В зарубежной исторической литературе, прежде всего в Германии, число советских военнопленных приводится в пределах между 5 млн 200 тыс. и 5 млн 750 тыс. человек.

## Причины большого числа советских военнопленных
Военно-стратегические причины: внезапное нападение Германии на СССР, тяжёлые условия войны, в которых оказались солдаты Красной армии (РККА) (подавляющая часть пленных была захвачена в т. н. «больших котлах») ввиду совершенно безграмотного управления ими со стороны советского командования (неподготовленного к реальным условиям современной манёвренной войны), привели к тому, что крупные группировки частей и соединений РККА, исчерпав все возможности к сопротивлению и лишённые всякой поддержки своего командования, попадали в плен.
Среди причин нехватки командного состава РККА и низкого уровня подготовки военных кадров выделяют следующие:
гражданскую войну, приведшую к массовой эмиграции русского офицерского корпуса;
удаление из рядов РККА большого количества т. н. «военспецов» в конце 1920-х годов (см.: Дело «Весна»);
сталинские репрессии в РККА 1937—1938 годов;
а также увеличение численности личного состава Красной армии в 1939—1941 годах, в результате чего 70 % офицеров и 75 % политработников занимали должности менее одного года, более 1 млн призванных красноармейцев служили менее одного года, личный состав РККА (как и всё население СССР) был настроен советской пропагандой к лёгкой и победоносной «шапкозакидательской» войне и количественно вырос в три раза, тогда как командиров (высшего, среднего и младшего звена) адекватно и грамотно руководить и командовать этими массами людей катастрофически не хватало.
Масштабные репрессии в отношении командования РККА были логично восприняты потенциальным противником как ослабление Красной армии в целом. В 1937 году немецкий журнал «Wehrfront» писал:

После суда <…> Сталин распорядился расстрелять восемь лучших военачальников РККА. Так закончился краткий период реорганизации командования Красной армии <…> Военная квалификация была принесена в жертву политике и безопасности большевистской системы.

Социально-политические причины: репрессивная политика советского государства (красный террор, коллективизация, сталинские репрессии и др.) вызывала значительное недовольство как среди коренного населения СССР, в особенности крестьян, так и среди жителей вновь присоединённых территорий (Западная Украина, Прибалтика), отказывавшихся оказывать вооружённое сопротивление на стороне СССР и предпочитавших добровольно сдаваться в плен.
Субъективно-психологические факторы: растерянность, паника, вызванные отсутствием адекватного командования и видимым превосходством немецких войск в первый период войны.
Исследователь В. В. Гуркин считает, что немецкое командование в нарушение Гаагской и Женевской конвенций включало в состав военнопленных, помимо собственно личного состава РККА,
- всех сотрудников партийных и советских органов;
- мужчин, независимо от возраста, отходивших вместе с отступавшими и выходившими из окружения войсками;
- иногда всех мужчин вообще в возрасте от 16 до 55 лет;
- партизан и подпольщиков;
- заложников, взятых в охваченных партизанским движением районах.

Например, по сообщению немецкого командования, к 24 сентября 1941 года восточнее Киева было взято 665 тыс. военнопленных, тогда как В. В. Гуркин приводит данные, что к началу Киевской оборонительной операции в войсках Юго-Западного фронта было якобы 627 тыс. личного состава, из которых более 150 тыс. действовали вне окружения, а десятки тысяч вышли из окружения. В Севастополе заявлялось о захвате 100 тыс. военнопленных. Английский историк Фуллер утверждал, что «верить немецким коммюнике о победах нельзя, ибо в них зачастую приводились астрономические цифры».
Однако по данным, опубликованным в 1993 году Генштабом Вооружённых сил РФ, на 1 сентября 1941 года в Юго-Западный фронт (без фронтовых резервов, запасных частей и тылов) входили 752—760 тыс. человек, а к моменту окружения в котле оказались 452 700 человек. Советские потери составили свыше 700 тыс. человек, из них 627 800 безвозвратно. В эти цифры входят и людские потери при обороне самого Киева по рубежу Киевского укрепрайона, они составили около 48 тыс. человек общих потерь для РККА и около 14 тыс. человек общих потерь для вермахта. В конечном итоге из окружения удалось просочиться и выйти разрозненными мелкими подразделениями лишь около 30 тыс. бойцам Красной армии.
Общее число советских военнопленных в зарубежной литературе определяется в пределах 5,2—5,75 млн человек. Комиссия Министерства обороны под председательством М. А. Гареева заявила о примерно 4 млн. Вернулись из плена 1 836 562 человека, из них направлены: около 1 млн — для дальнейшего прохождения военной службы; 600 тыс. — для работы в промышленности в составе рабочих батальонов; 339 тыс. (в том числе 233,4 тыс. бывших военнослужащих) — в лагеря НКВД как скомпрометировавшие себя в плену.

## Отношение немцев к советским военнопленным
Основной причиной жестокого обращения с советскими военнопленными была нацистская теория о расовой неполноценности славян, в частности русских, которые воспринимались национал-социалистами как «масса расово неполноценных людей».
В памятной записке сотрудника министерства по делам восточных территорий от 19 августа 1942 года, содержащей указания Мартина Бормана (Нюрнбергский документ R-36, US-699) сказано:

Славяне должны работать на нас, если же они нам больше не нужны, пусть умирают. Прививки и немецкое здравоохранение посему излишни. Славянская плодовитость нежелательна, пусть они используют презервативы или делают аборты, чем больше, тем лучше. Образование опасно. Достаточно, если они будут уметь считать до ста. Самое большее, что допустимо — образование, дающее полезных нам наёмников.
Расовая ненависть национал-социалистов усугублялась идеологическим неприятием коммунизма. Гитлер на совещании высшего командного состава вермахта 30 марта 1941 года заявил:

Коммунист никогда не был и никогда не станет нашим товарищем. Речь идёт о борьбе на уничтожение. Если мы не будем так смотреть, то, хотя мы и разобьём врага, через 30 лет снова возникнет коммунистическая опасность. <…> Комиссары и лица, принадлежащие к ГПУ, являются преступниками, и с ними следует поступать как с преступниками. <…> Политические комиссары являются основой большевизма в Красной армии, носителями идеологии, враждебной национал-социализму, и не могут быть признаны солдатами. Поэтому после пленения их надо расстреливать.
Директива Верховного командования вермахта (ОКВ) от 14 мая 1941 года требовала принятия беспощадных мер против гражданского населения, а солдаты вермахта получали полное освобождение от ответственности за совершение любого насилия. 6 июня 1941 года, за две недели до начала войны, ОКВ был издан «Приказ о комиссарах»:

Комиссары в качестве солдат не признаются; никакая международно-правовая защита к ним не применяется.
После произведённой сортировки их надлежит уничтожить.
Сразу после начала войны такое отношение распространилось на всех советских военнопленных. В частности, в информационном бюллетене для войск № 112, выпущенном в июне, сказано, что «Необходимо ликвидировать красных недочеловеков вкупе с их кремлёвскими диктаторами». Все немецкие командующие издавали приказы в духе «борьбы германцев против славянства и защиты от еврейского большевизма». Распоряжение ОКВ от 8 сентября 1941 года гласило:

Большевизм — смертельный враг национал-социалистической Германии. Впервые перед немецким солдатом стоит противник, обученный не только в солдатском, но и политическом смысле в духе большевизма. Борьба против национал-социализма вошла ему в плоть и кровь. Он ведёт её, используя любые средства: саботаж, подрывную пропаганду, поджог, убийство. Поэтому большевистский солдат потерял право на обращение с ним как с истинным солдатом по Женевскому соглашению.
Согласно приговорам Нюрнбергских процессов, были признаны невиновными и освобождены: начальник Генерального штаба сухопутных войск Германии Хайнц Вильгельм Гудериан, командующий флотом адмирал Отто Шнивинд, командующий люфтваффе на Западном фронте генерал-фельдмаршал люфтваффе Хуго Шперле, командующий группами армий «B», «F» генерал-полковник Максимилиан фон Вейхс, генерал-майор Герман Фёрч, начальник штаба Курт Риттер фон Гайтнер; признаны невиновными по статье о жестоком обращении с военнопленными: командующий группой армий «A» генерал-фельдмаршал Вильгельм фон Лееб, командующий армией генерал-полковник Карл-Адольф Холлидт.
В распоряжении секретного отдела ОКВ по делам военнопленных «Об охране советских военнопленных» от 8 сентября 1941 года говорится о применении оружия для подавления сопротивления, а также о необходимости «немедленно стрелять в убегающего военнопленного», «всякие переговоры с военнопленными запрещаются». В этом распоряжении также указывается, что советские военнопленные не имеют права на обращение согласно положениям Женевской конвенции.
На практике это выливалось в создание невыносимых условий и в физическое уничтожение изнурённых военнопленных, вышедших из котлов, ещё по дороге в лагерь:

По дороге в лагерь их ничем не кормили. Они питались попадавшимися по дороге капустными листьями, корнями, ржаными колосьями с неубранных придорожных полей. Воду пили из дорожных луж. Останавливаться у колодцев или просить напиться у крестьян строго воспрещалось. Так, в течение пяти дней — с 9 по 13 октября 1941 года — гнали колонну пленных в Дорогобужский лагерь. Колонну сопровождала машина, на которой были установлены четыре спаренных пулемёта. По пути в одной из деревень под печкой сгоревшего дома пленные увидели полуобгоревшую картошку. Около 200 человек бросились за ней. Из четырёх пулемётов был открыт огонь прямо в толпу. Несколько десятков пленных погибло. По пути пленные бросались на поля с невыкопанной картошкой, тотчас же открывался огонь из пулемётов.
На судебном процессе над военными преступниками в Харькове вскрылось, что из 15 тысяч заключённых, отправленных из Вяземского лагеря в Смоленск, к месту назначения дошли только 2 тысячи человек.

## Вопрос о международных конвенциях
Тяжёлое положение советских военнослужащих в нацистском плену гитлеровское руководство объясняло тем, что СССР не признал Гаагскую конвенцию 1907 года «О законах и обычаях сухопутной войны» и не подписал Женевскую конвенцию 1929 года, определявшую правовой статус военнопленных, хотя эта конвенция была подписана 47 странами.
На самом деле Гаагскую конвенцию подписал не СССР, а Российская империя, а Женевская конвенция регламентировала отношения к военнопленным вне зависимости от того, подписали ли их страны конвенцию или нет.

Положения настоящей конвенции должны соблюдаться высокими договаривающимися сторонами при всех обстоятельствах.

Если на случай войны одна из воюющих сторон окажется не участвующей в конвенции, тем не менее положения таковой остаются обязательными для всех воюющих, конвенцию подписавших.
— Статья 82. Конвенция об обращении с военнопленными.
25 августа 1931 года нарком иностранных дел М. М. Литвинов заявил, что СССР присоединяется к конвенции Международного Красного Креста «Об улучшении участи раненых и больных военнопленных», принятой в Женеве 27 июля 1929 года.
Основной причиной, по которой Советский Союз не подписал Женевскую конвенцию 1929 года в целом, было несогласие с разделением пленных по национальному признаку. Отказ же СССР от подписания конвенции позволил нацистам использовать этот факт и оставить советских пленных без всякой защиты и контроля со стороны Международного Красного Креста и других организаций, помогавших пленным западных стран. Начальник штаба Верховного командования сухопутных войск вермахта Ф. Гальдер на Нюрнбергском процессе приводил слова Гитлера: «так как русские не признают Гаагской конвенции, то и обращение с их военнопленными не должно быть в соответствии с решениями Гаагской конвенции».
На Нюрнбергском процессе защита выступила с заявлением о том, что Женевская конвенция якобы не распространяется на советских военнопленных на том основании, что СССР не является участником этой конвенции. Однако Международный военный трибунал отклонил довод защиты как несостоятельный. Он указал при этом, что всегда и во всех случаях при обращении с военнопленными должны быть применены общие принципы международного права: содержание в плену должно преследовать лишь одну цель — воспрепятствовать военнопленному принимать участие в военных действиях. Убивать беззащитных людей или даже наносить им какой-то вред из мести — противоречит военной традиции.
В первый день войны — 22 июня 1941 года — президент Международного Комитета Красного Креста Макс Хубер предложил правительствам СССР, Германии, Румынии и Финляндии совершать обмены списками убитых, раненых и попавших в плен. Сам Красный Крест должен был заботиться обо всех пострадавших в ходе военных действий. 27 июня 1941 года в попытке исправить ситуацию с военнопленными нарком иностранных дел В. М. Молотов телеграфировал председателю МККК о готовности СССР осуществлять обмены списками военнопленных и о готовности пересмотра отношения к Гаагской конвенции «О законах и обычаях сухопутной войны». Однако к вопросу о присоединении к Женевской конвенции 1929 года советское правительство не возвращалось. 1 июля 1941 года СНК СССР принял постановление об утверждении «Положения о военнопленных», основанном на этой конвенции и содержавшем документальное подтверждение заявления о соблюдении международно-правовых норм ведения войны. В дополнение к Положению были выпущены приказы НКВД СССР «О порядке содержания и учёта военнопленных в лагерях НКВД» от 7 августа 1941 года и «О состоянии лагерей военнопленных» от 15 августа 1941 года.
17 июля 1941 года В. М. Молотов официальной нотой через посольство и Красный Крест Швеции довёл до сведения Германии и её союзников согласие СССР выполнять требования Гаагской конвенции 1907 года «О законах и обычаях сухопутной войны». В документе подчёркивалось, что Советское правительство будет соблюдать требования конвенции в отношении Германии «лишь постольку, поскольку эта конвенция будет соблюдаться самой Германией». Однако руководство нацистской Германии оставило ноту советского правительства без внимания. Более того, в тот же день начальник полиции безопасности и СД Рейнхард Гейдрих издал Оперативный приказ № 8, предусматривавший уничтожение «всех советских военнопленных, которые были или могли быть опасны для национал-социализма». Тогда как советское командование делало всё возможное для налаживания работы по приёму военнопленных и их обеспечению, немецкое правительство предпринимало шаги в противоположном направлении. 8 августа 1941 года Управление по делам военнопленных при ОКВ издало новые правила, ещё более ужесточившие обращение с советскими военнопленными во всех лагерях.
Позднее Советский Союз дважды, в ноте НКИД СССР от 25 ноября 1941 года и в ноте НКИД от 27 апреля 1942 года, заявлял о выполнении принципов Гаагской конвенции по отношению к германским военнопленным, в то же время обвиняя немецкую сторону в её несоблюдении. Причём в ноте от 27 апреля 1942 года говорилось, что СССР присоединился к Гаагской конвенции де-факто.
Фактически положение конвенций по отношению к друг другу не соблюдали ни Германия, ни СССР. Международному Красному Кресту не удалось осуществить ни одной инспекции лагерей для военнопленных на территории СССР. Попытки обмена информацией между Германией и её союзниками с Советским Союзом также не увенчались успехом. Весной 1942 года НКИД СССР в разъяснительном письме сообщил, что никаких переговоров с МКК, Германией и её союзниками СССР не ведёт и на обращения не отвечает.

## Отношение советского руководства к советским военнослужащим, попавшим в плен
С самого начала Великой Отечественной войны под подозрение в предательстве попали все военнослужащие и гражданские лица, оказавшиеся даже на непродолжительное время за линией фронта. Во всех кадровых анкетах появился вопрос: «Были ли Ваши родственники на оккупированной территории?»
Статья 193 Уголовного Кодекса РСФСР 1926 года предусматривала «за сдачу в плен, не вызывавшуюся боевой обстановкой — расстрел с конфискацией имущества». В статье 22 «Положения о воинских преступлениях» 1927 года говорилось, что сдача в плен, не вызванная боевой обстановкой, а также переход на сторону врага предусматривают высшую меру наказания (расстрел) с конфискацией имущества. По смыслу закона подлежала наказанию только сдача в плен «не вызванная боевой обстановкой». В 1926 году названная статья Положения комментировалась так: «в известных случаях обстановка на поле боя может сложиться так, что сопротивление по существу представляется невозможным, а уничтожение бойцов бесцельным. В этих случаях сдача в плен является актом допустимым и не могущим вызвать судебные преследования».
Расширялась практика заочного осуждения военнослужащих, находившихся за линией фронта, как изменников Родины. Достаточным основанием для такого решения были полученные оперативным путём сведения об их якобы антисоветской деятельности. Вердикт выносился без всякой проверки, иногда лишь по одному заявлению.
В соответствии с Приказом Ставки Верховного Главнокомандования от 16 августа 1941 года № 270, командиры и политработники, срывающие знаки различия и сдающиеся в плен, объявлялись дезертирами, а их семьям грозил арест; государственного пособия и помощи лишались командиры и группы красноармейцев, сдавшихся врагу, не исчерпав все средства к сопротивлению. Приказ призывал «драться до последней возможности, чтобы пробиться к своим».

## Система немецких лагерей для военнопленных
Всеми вопросами содержания иностранных военнопленных в Германии занимался отдел по делам военнопленных в составе Общего управления вооружённых сил. Управлением бессменно руководил генерал Герман Рейнеке.
Отдел по делам военнопленных возглавляли:
- полковник Ханс-Йоахим Брейер (1939—1941),
- генерал-майор Ханс фон Гревениц (1942—1944),
- генерал-майор Адольф Вестхоф (1944),
- обергруппенфюрер СС Готтлоб Бергер (1944—1945)[38].

В каждом военном округе (всего 17), а позднее и на оккупированных территориях, переданных под гражданское управление, имелся «командующий военнопленными».
Лагеря для военнопленных делились на пять категорий:
- сборный пункт (лагерь) или сборно-пересыльный пункт (нем. Auffanglager), позже армейский сборно-пересыльный пункт (нем. Armee-Gefangenen-Sammelstellen, AGSSt);
- пересыльный лагерь — дулаг (нем. Dulag);
- постоянный лагерь — шталаг (нем. Stalag) и офицерский лагерь — офлаг (нем. Oflag от Offizierlager);
- основной рабочий лагерь;
- малый рабочий лагерь.

Попавшие в плен военнослужащие изначально оказывались в армейских пунктах сбора пленных; оттуда они передавались в пересыльные лагеря (дулаги), где сортировались: бойцы и младшие командиры отправлялись в лагеря для нижних чинов (шталаги), а офицеры — в отдельные офицерские лагеря (офлаги). Из шталагов военнопленные могли переводиться в рабочие лагеря или штрафные лагеря.

### Лагеря для временного приёма военнопленных
Для первого приёма военнопленных, участвовавших в боевых действиях, использовались четыре объекта. У них были разные названия, но одинаковые задачи. В первую очередь следует упомянуть армейские пункты сбора военнопленных, которые в основном располагались вблизи линии фронта и подчинялись, например, командованию армии. Военнопленные оставались в этих центрах временного сбора лишь на короткое время. Всего выявлено 60 таких сборных пунктов. 16 лагерей приёма военнопленных (ауфлаг, нем. Auflag) служили той же цели, что и сборно-пересыльные пункты. В них также собирали военнопленных вблизи линии фронта, а затем быстро выводили их из районов боевых действий. Некоторые из этих лагерей имели пометку «мобильные», что свидетельствовало об их интеграции в боевые подразделения. Общее количество лагерей для приёма военнопленных подсчитать практически невозможно, так как некоторые из них существовали под этим названием лишь короткое время, прежде чем были переименованы в армейские сборные пункты военнопленных.
Ещё одну категорию лагерей, которые располагались вблизи линии фронта, а также на этапе, представлял собой пересыльный лагерь (Dulag – дулаг), где военнопленные находились в течение разного времени, прежде чем их переправляли в стационарный лагерь. При сборе точной информации о численности дулагов также возникают проблемы, так как транзитные лагеря, сформированные в ходе «русской кампании», часто создавались на базе прифронтовых лагерей (Frontstalag – фронтшталаг), возникших ещё во время французской кампании. Если учесть эту особенность, то из 140 остаются 88 вновь созданных дулагов.
Последнюю категорию лагерей временного размещения составлял фронтшталаг, в котором военнопленные всех рангов проходили регистрацию и вскоре доставлялись к месту назначения. По мере продолжения военных действий фронтшталаги создавались и на территории рейха, но там они уже выполняли задачи обычного лагеря. В 1941 году 50 из 97 фронтшталагов были переведены в СССР и переквалифицированы в дулаги.

### Стационарные лагеря
Стационарные лагеря шталаги имели, как правило, постоянное месторасположение в тылу, вдали от военных действий. Все они различались по номерам, в них обычно находилось большое число пленных.
Например, в шталаге-350, расположенном в районе Риги, в 1941 году содержались 40 тыс., в шталаге-126 в Смоленске в апреле 1942 года – 20 тыс. военнопленных.  Шталаги были базой для сети основных рабочих лагерей, им подчинённых. В рабочих лагерях содержались по несколько тысяч узников. Друг от друга эти лагеря отличались буквами, добавляемыми к наименованию главного лагеря.
К началу войны с Советским Союзом Германия была поделена на 17 военных округов, каждому из которых был присвоен свой номер римской цифрой.
- I — Кёнигсберский округ (Königsberg)
- II — Штеттинский округ (Stettin)
- III — Берлинский округ (Berlin)
- IV — Дрезденский округ (Dresden)
- V — Штутгартский округ (Stuttgart)
- VI — Мюнстерский округ (Münster)
- VII — Мюнхенский округ (München)
- VIII — Бреславский округ (Breslau) (Wroclaw)
- IX — Кассельский округ (Kassel)
- X — Гамбургский округ (Hamburg)
- XI — Ганноверский округ (Hannover)
- XII — Висбаденский округ (Wiesbaden)
- XIII — Нюрнбергский округ (Nürnberg)
- XVII — Венский округ (Wien) (Австрия)
- XVIII — Зальцбургский округ (Salzburg) (Австрия)
- ХХ — Данцигский округ (Danzig) (Гданьск, ныне Польша)
- XXI — Позенский округ (Posen) (Познань, Польша)

Таким образом, цифра IV в слове «шталаг IV Б» означала его принадлежность к указанному округу, а индекс «Б» — номер этого стационарного лагеря в данном округе. В Дрезденском округе, например, под разными городами находились шталаги IV А, С, D, E, G и LW5 (специально для военнопленных лётчиков). Были ещё и лагеря специально для военнопленного офицерского состава и генералитета (Offizierslager, сокращённо Oflag — офлаг) IV A, B, C и D, где их обитателей не заставляли работать. Кое-где были лагеря типа «дулаг» и «шталаг» с индексом «КМ», предназначенные лишь для военнопленных моряков. Имелось несколько лагерей Heillager (Heilag — хайлаг или просто индекс «Н») для «поправления здоровья в случае болезни или ранения». Помимо них имелись большие лазареты только для заболевших или поранившихся пленных.
Администрация каждого лагеря состояла из следующих отделов:
- 1А — руководство лагеря. Этот отдел отвечал за охрану лагеря, режим содержания военнопленных и составлял отчётность о деятельности лагеря;
- 2А — использование военнопленных на работах. Этот отдел отвечал за ведение учёта заявок предприятий на рабочую силу, заключал договоры с ними, распределял военнопленных на принудительные работы и представлял отчётность об использовании пленных;
- 2Б — учёт военнопленных. Сотрудники отдела вели регистрацию лиц, прибывающих в лагерь, и следили за их перемещением. Отдел располагал картотекой фамилий и номеров, присвоенных военнопленным;
- 3А — контрразведка абвера. Отдел занимался вербовкой агентуры среди военнопленных для выявления советских разведчиков и лиц, скрывавших принадлежность к политическому и командному составу РККА, евреев, а также враждебно настроенных к немцам и готовивших побег;
- 3Б — подотдел цензуры вёл проверку всей переписки военнопленных;
- 4А — хозяйственный;
- 4Б — санчасть.

### Малые рабочие лагеря
Существовало множество приписанных к шталагам отдельных местных, как правило, мелких лагерей, носивших название Arbeitskommando — рабочие команды, снабжённые своими собственными номерами, обозначенными арабскими цифрами. Такие лагеря, если условия труда и проживания в них были очень тяжёлыми, неофициально назывались штрафными, и в них немцы часто ссылали «провинившихся» военнопленных из разных других лагерей, условия пребывания в которых можно было считать терпимыми.
Малые рабочие лагеря подчинялись основным рабочим лагерям или непосредственно постоянным шталагам. Они различались по наименованию населённого пункта, где размещались, и по названию основного рабочего лагеря, к которому были приписаны. Численность заключённых в малых рабочих лагерях была от нескольких десятков до нескольких сотен человек.

## Условия плена и смертность
Советские военнослужащие, попавшие в плен, сначала содержались либо в прифронтовой зоне, либо в дулагах, расположенных в оперативном тылу немецких войск. Оттуда их перемещали в стационарные лагеря для военнопленных — шталаги, а командный состав — в офицерские лагеря — офлаги.
Фронтовые лагеря и дулаги размещались в сельскохозяйственных постройках, складских помещениях, но чаще всего — под открытым небом — в оврагах, карьерах, низинах. Для строительства лагерей для советских военнопленных применялся чрезвычайно простой метод: открытое пространство площадью в несколько гектаров огораживали колючей проволокой и ставили вокруг сторожевые вышки. И лишь высокая смертность пленных впоследствии вынудила нацистов заселять советских солдат и офицеров в бараки или конюшни, где, однако, условия содержания были ненамного лучше.
В первые месяцы войны против Советского Союза советских военнопленных не отправляли на территорию рейха, опасаясь распространения коммунизма среди немцев. И только после того как в лагерях для военнопленных вспыхнули массовые эпидемии, а экономика Германии ощутила недостаток рабочих рук, Гитлер разрешил отправлять пленных в Германию.
Попавшие в плен советские военнослужащие перегонялись пешим порядком или железнодорожными эшелонами из мест пленения (в основном, Белоруссия, Украина и западная Россия) в немецкие лагеря, располагавшиеся на территории Польши, Германии и других стран.
16 июня 1941 года отдел по делам военнопленных при Общем управлении ОКВ издал приказ об обязательном разделении советских пленных в лагерях по национальному признаку. Улучшенные условия содержания, согласно этому приказу, предусматривались для этнических немцев, поляков, румын, финнов, литовцев, латышей, эстонцев, украинцев и белорусов. Целью был раскол среди пленных по национальному признаку и натравливание одних пленных на других. 25 июля 1941 года генерал-квартирмейстер генерал-лейтенант Эдуард Вагнер издал приказ № 11/4590 об освобождении из плена немцев Поволжья, эстонцев, латышей, литовцев, украинцев, а затем и белорусов. Распоряжением ОКВ № 3900 от 3 ноября 1941 года действие этого приказа было приостановлено. По состоянию на 1 февраля 1942 года из плена было отпущено в общей сложности 280 108 человек.
Начиная с 1943 года немецкое командование стало формировать «рабочие батальоны», рабочие команды. Эксплуатация бывших советских военнослужащих и угнанных на работу в Германию «восточных рабочих» (остарбайтеров) была безгранична: немецкие власти широко использовали рабочие команды на погрузочно-разгрузочных работах в портах и на железнодорожных станциях, на восстановительных работах, на различных тяжёлых работах на предприятиях угольной и горно-рудной промышленности, в чёрной и цветной металлургии. Законы, регулирующие труд в рабочие и воскресные дни, праздники, ночное время и т. д. на них не распространялись. В одном из распоряжений директора концерна «ИГ Фарбениндустри» настойчиво напоминалось, что «повышения производительности труда военнопленных можно добиться сокращением нормы выдачи продовольствия, <…> а также наказаниями, осуществляемыми армейскими инстанциями. Если кто-либо из восточных рабочих начнёт снижать производительность труда, то к нему будет применена сила и даже оружие».
Помимо ежедневного изматывающего физического труда, тяжёлое положение военнопленных осложнялось и крайней скудностью питания. Так, по приказу Верховного командования сухопутных войск от 8 октября 1941 года, норма питания советских военнопленных на 28 дней (в процентах от нормы несоветских военнопленных) при использовании на тяжёлых работах):
| продукт | количество | %   |
| ------- | ---------- | --- |
| хлеб    | 9 кг       | 100 |
| мясо    | 800 г      | 50  |
| жиры    | 250 г      | 50  |
| сахар   | 900 г      | 100 |

Для восстановления работоспособности каждый военнопленный получал на 6 недель: до 100 г искусственного мёда в неделю, до 50 г трески в неделю, до 3,5 кг картофеля в неделю. При этом добавочное питание можно было получать только 6 недель. Во время маршей военнопленные гибли сотнями как из-за голода и физического истощения, так и в результате расстрелов при неповиновении или попытках к бегству.
Советские военнопленные массово умирали в немецких лагерях военнопленных, особенно в сборных лагерях, в которых они содержались в первое время после пленения, от истощения в результате скудного питания; кроме того, нередко их целенаправленно уничтожали. Стремясь к массовому уничтожению советских военнопленных, власти нацистской Германии обрекали солдат Красной армии на вымирание от голода и инфекционных заболеваний, не оказывая им медицинской помощи. Так, например, только на территории Польши, по данным польских органов власти, захоронены 883 485 советских военнопленных, погибших в многочисленных нацистских лагерях.
Установлено, что первым массовым уничтожением в концентрационном лагере с применением отравляющих веществ было истребление именно советских военнопленных; только затем этот метод был применён для уничтожения евреев.
| |  |  |  |
| Советские военнопленные. 1941 Оригинальная подпись к фото слева из книги Герхарда Шрайбера «Краткая история Второй мировой войны»: Так называемые «недочеловеки» — военнопленные немецкого вермахта — отчаянно просят что-нибудь поесть. |  |  |  |

### Отбор и убийство политработников и иных категорий военнопленных
Так называемый приказ о комиссарах Верховного командования вермахта от 6 июня 1941 года, а также оперативный приказ начальника полиции безопасности и СД № 8 от 17 июля 1941 года и оперативный приказ № 9 начальника полиции безопасности и СД от 21 июля 1941 года отчётливо указывают на намерения национал-социалистического руководства. В оперативном приказе № 8 говорится, что целью специальных команд является «политическая проверка всех заключённых лагеря и выделение определенных групп для их дальнейшей обработки». Среди военнопленных должны быть отобраны все крупные государственные и партийные деятели, все народные комиссары и их заместители, все бывшие политкомиссары Красной армии, все руководящие работники центрального и среднего звена в госучреждениях, все ведущие деятели экономической жизни, советско-русская интеллигенция, все евреи, все лица, которые будут выявлены как подстрекатели или фанатичные коммунисты».
В оперативных приказах оговаривалось, что поиск и выявление подозрительных элементов должны проводиться в тесном сотрудничестве с вермахтом.  Из оперативного приказа № 8 становится ясно, что должно было произойти после «отбора»: 

Экзекуции не следует проводить в лагере или в непосредственной близости от него. Если лагеря находятся в генерал-губернаторстве в непосредственной близости от границы, особую обработку военнопленных производить по возможности на бывшей советско-русской территории. Если экзекуции необходимы из соображений поддержания в лагере дисциплины, руководитель оперкоманды должен обратиться к коменданту лагеря.
На основании этих приказов осенью 1941 года в концлагерях стали массово убивать отобранных из лагерей военнопленных советских политработников — по меньшей мере, было убито 34 тыс. человек. В частности, в концентрационном лагере Дахау такие расстрелы осуществлялись на полигоне Хебертсхаузен.

### Евреи-военнопленные
Преследование советских военнопленных еврейского происхождения также входило в задачу германских оккупационных войск. Численность этих пленных не следует недооценивать: 2,1 % всех военнослужащих Красной армии были евреями, а в офицерском составе эта доля достигала 4,6 %. Это по меньшей мере от 450 тыс. до 500 тыс. солдат. Если они попадали в немецкий плен, то на пощаду им не приходилось надеяться. В зоне боевых действий, где основной целью была переправка массы военнопленных в тыл, обычно почти не оставалось времени на детальную «проверку». Поэтому евреев-красноармейцев обычно выявляли только в тыловых районах армии, а иногда и позже – в основных лагерях, расположенных на западе.
Специальные директивы немецкого командования указывали, что взятые в плен евреи подлежат уничтожению. Часто военнопленных-евреев убивали на месте, в остальных случаях они отделялись от других военнопленных и впоследствии отправлялись в лагеря смерти. П. М. Полян подчёркивает, что «Холокост как система физического уничтожения немцами евреев хронологически ведёт своё начало именно с систематического убийства евреев-военнопленных», поскольку такие расстрелы начались уже 22 июня 1941 года, задолго до Ванзейской конференции, и на два дня ранее, чем первые акции по уничтожению гражданского еврейского населения.
По подсчётам П. М. Поляна, почти все оказавшиеся в плену советские евреи — 94 % — погибли. Основным способом уничтожения евреев-военнопленных были массовые расстрелы. В своей книге «Плен» историк А. И. Шнеер приводит многочисленные факты и свидетельства того, что их часто выдавали немцам свои же сослуживцы.

## Сопротивление советских военнопленных
Об активном организованном сопротивлении советских военнопленных можно говорить лишь начиная с 1943 года, так как до этого оно было практически невозможно не только из-за катастрофических условий содержания в лагерях (голода, болезней), но и ввиду панического и упаднического настроения, вызванного сложившейся тогда ситуацией на фронте. Победы советских войск и западных союзников СССР по антигитлеровской коалиции вселяли в военнопленных уверенность в том, что поражение нацистской Германии приближается. Военнопленные организовывали побеги, осуществляли саботаж на предприятиях, на которых их заставляли работать, и агитировали своих товарищей не сотрудничать с немцами. В отчёте Верховного командования вермахта 1943 года отмечалось, что советские военнопленные хорошо осведомлены о событиях на фронте, совершают побеги и акты саботажа, ведут подрывную работу. В их поведении и настроении немцы заметили перемену: военнопленные стали более уверенными в себе, потому что, как указывалось в документе, они знают, что немцы в них нуждаются. Группы сопротивления часто возникали в лазаретах лагерей, так как военнопленные врачи и санитары, которые там работали, пользовались относительной свободой передвижения. Через выздоровевших пленных можно было связаться с рабочими командами и организовать акты саботажа, отказа от работы и т. д. В лазарете можно было спрятаться или скрыть своё имя, выдав себя за другого пленного, обычно умершего.
В феврале 1943 года немцы привезли в город Зост около 600 советских женщин-военнопленных для работы на военных заводах. В группе этих пленных была и Евгения Лазаревна Клемм (преподаватель истории Одесского пединститута), которая пользовалась среди них особым авторитетом. От имени всех женщин-военнопленных она заявила на немецком языке: «Мы — военнопленные и на военных заводах работать не будем». После этого женщины были избиты, а 536 из них — отправлены в концлагерь Равенсбрюк.
В марте 1943 года в лагере советских военнопленных офицеров в Мюнхен-Перлахе была создана подпольная организация «Братский союз военнопленных» (БСВ). Она наладила связь с военнопленными и угнанными в Германию советскими гражданами, создала разветвлённую сеть ячеек в лагерях военнопленных и более чем в 20 лагерях остарбайтеров. Её главной целью была организация восстания в лагерях военнопленных вокруг Мюнхена с последующим захватом города и развёртыванием вооружённой повстанческой борьбы на территории Германии. Но в конце 1943 года гестапо раскрыло деятельность БСВ, все его руководители и многие рядовые члены были схвачены и казнены.
С конца 1941 года в лагере Цайтхайн началось зарождение движения сопротивления. Была создана подпольная нелегальная партийная организация. Руководители: Николай Федорович Дементьев, Михаил Васильевич Черкасов, Степан Павлович Злобин, Иван Андреевич Костырин. Работа подпольной организации строилась таким образом, что были охвачены медики, работники кухни, склад обмундирования, почта, бюро по распределению военнопленных на работу, уборщики помещений немецких офицеров, отдел регистрации военнопленных, баня, бараки. Летом 1944 года подпольная парторганизация была раскрыта. Двенадцать человек были отправлены в лагерь IV Б города Мюльберга, а затем должны были быть отправлены в концлагерь. Их привезли в кандалах, но разместили в общих бараках под надзор абвера. Пока абвер разбирался с их делами, некоторых удалось замаскировать в санчасти, некоторых отправить на работы к крестьянам, а некоторым выдали справки об инвалидности 2-й и 3-й групп за подписью немецкого врача. Через 1–1,5 месяца эти военнопленные вновь вернулись в Цайтхайн и возобновили работу подпольной организации.

## Использование военнопленных в войне на стороне Германии
Из числа военнопленных формировались подразделения, предназначенные для несения караульно-конвойной службы в лагерях для военнопленных. Осенью 1941 года в тылах немецкой армии началось формирование полицейских команд, «казачьих» рот и эскадронов для охраны порядка и несения караульной службы на оккупированной территории. Летом 1942 года Генеральный штаб сухопутных войск подготовил директиву об организации этнических и казачьих полевых частей и подразделений. Ещё раньше, в ноябре 1941 года, были выпущены директивы, регламентирующие формирование строительных батальонов и транспортных батальонов снабжения из числа советских граждан, в том числе из военнопленных.
Согласно данным немецкого командования и оценкам ряда российских историков, общая численность представителей народов СССР, которые входили в вооружённые формирования на стороне Германии (вермахт, войска СС, полиция), составляла: русские — более 300 тыс., украинцы — 250 тыс., белорусы — 70 тыс., казаки — 70 тыс., латыши — 150 тыс., эстонцы — 90 тыс., литовцы — 50 тыс., народы Средней Азии — ок. 70 тыс., азербайджанцы — до 40 тыс., народы Северного Кавказа — до 30 тыс., грузины — 25 тыс., армяне — 20 тыс., волжские татары — 12,5 тыс., крымские татары — 10 тыс., калмыки — 7 тыс. человек (всего около 1 млн 200 тыс. человек).
Среди исследователей этой проблемы нет единого мнения относительно общей численности советских граждан, поступивших на службу к противнику. Часто в этих подсчётах отсутствуют сведения о многочисленных «хиви» и вспомогательной полиции. В целом на территориях, оккупированных Третьим рейхом и его союзниками, оказались около 70 млн советских граждан. В частях вермахта с 1941 по 1945 год служили до 1,5 млн граждан СССР (только в одном 1944 году до 1 млн:20), ещё около 3 млн находилось в Третьем рейхе на принудительных работах в качестве остарбайтеров:20.
Строевые вооружённые формирования несли как правило охранную, караульную и этапно-заградительную службу в немецком оперативном тылу, а также привлекались для проведения карательных акций против партизан и мирного населения.
Судя по показаниям немецких военнослужащих, имевших отношение к созданию и использованию этих формирований, доля советских военнопленных в них составляла около 60 %, остальные — местные жители и эмигранты.
Вальтер Шелленберг в своих воспоминаниях писал:

В лагерях для военнопленных отбирались тысячи русских, которых после обучения забрасывали на парашютах вглубь русской территории. Их основной задачей, наряду с передачей текущей информации, было политическое разложение населения и диверсии. Другие группы предназначались для борьбы с партизанами, для чего их забрасывали в качестве наших агентов к русским партизанам. Чтобы поскорее добиться успеха, мы начали набирать добровольцев из числа русских военнопленных прямо в прифронтовой полосе.

## После войны: репатриация, фильтрация и амнистия
Ещё во время войны вышедшие из окружения военнослужащие и пересёкшие линию фронта военнообязанные из числа гражданского населения после фильтрации направлялись в основном на пополнение тыловых частей, в частности трудовых армий. Эти армии строили военно-промышленные объекты, в частности, Куйбышевский авиационный завод и др.
Для проверки «бывших военнослужащих Красной армии, находившихся в плену и окружении противника», постановлением Государственного комитета обороны № ГКО-1069сс от 27 декабря 1941 года были созданы «в пределах армейского тыла сборно-пересыльные пункты для бывших военнослужащих Красной Армии, находившихся в плену и окружении противника, обнаруживаемых в местностях освобождаемых частями Красной Армии от войск противника». НКВД было обязано организовать для содержания и фильтрации таких военнослужащих специальные лагеря: в Вологодской области — для Карельского, Ленинградского, Волховского и Северо-Западного фронтов; в Ивановской области — для Западного и Калининского фронтов; в Тамбовской области — для Брянского и Юго-Западного фронтов; в Сталинградской области — для Южного фронта. Изначально было создано 10 спецлагерей: Старобельский, Тамбовский, Ново-Аннинский (Фроловский), Подольский, Южский, Грязовецкий, Суздальский, Череповецкий, Острогожский и Рязанский. Из 701 666 чел. спецконтингента успешно проверку прошло более 85 %. В 1942 году ещё 22 лагеря в Вологодской, Тамбовской, Рязанской, Курской, Воронежской и других областях. По утверждению некоторых исследователей, практически эти спецлагеря представляли собой военные тюрьмы строгого режима, причём для заключённых, которые в подавляющем большинстве не совершали каких-либо преступлений, другие учёные такие утверждения опровергают.
Опубликованы сводные данные по итогам работы проверки освобождённых военнопленных в спецлагерях НКВД и Смерш с октября 1941 по март 1944 года: из 317 594 направленных на спецпроверку в эти лагеря бывших военнопленных по её итогам возвращены в Красную армию и в войска НКВД 227 618 человек (71,6 %), направлены на формирование штурмовых батальонов 8225 человек (2,5 %), направлены в оборонную промышленность 5716 человек (1,7 %), направлены в госпитали без возвращения в спецлагеря 1529 человек (0,4 %), арестованы 11 283 человека (3,5 %), умерли во время проверки 1779 человек (0,5 %) и оставались на проверке на момент составления документа 61 394 человека (19,3 %).
В 1944 году поток возвращавшихся в Советский Союз военнопленных и репатриированных резко увеличился. Летом этого года была разработана, а затем введена новая система фильтрации и проверки органами государственной безопасности всех возвращавшихся лиц.
23 октября 1944 года Совет народных комиссаров СССР утвердил «Положение об Управлении уполномоченного СНК по делам репатриации». Штат органа по состоянию на октябрь 1944 года должен был состоять из 386 лиц офицерского и генеральского состава и 30 вольнонаемных. К июлю 1945 года это Управление включало:
- Два управления по репатриации при Военных советах групп войск Центральной и на территории Германии общей численностью 158 человек;
- Отделы по делам репатриации при Военных советах Северной и Южной групп войск по 17 человек каждый;
- Отделы по делам репатриации при Военных советах армий по 10 человек каждый.

Всего в Управлении к июлю 1945 года было 800 штатных офицеров (включая намеченных к отправке), а на территории Франции, Бельгии и Западной Германии к работе Управления были привлечены 153 офицера из числа репатриантов.
Для проверки бывших военнослужащих Красной армии, находившихся в плену или окружении противника, решением ГОКО № 1069сс от 27 декабря 1941 года были созданы спецлагеря НКВД.
Весной и летом 1945 года на проверочно-фильтрационных и сборно-пересыльных пунктах в Германии и других странах Европы скопилось большое число репатриантов, в несколько раз превышавшее пропускную способность этих пунктов.
Советский и российский военный историк Г. Ф. Кривошеев указывает следующие цифры, основанные на данных НКВД: из 1 836 562 солдат, вернувшихся домой из плена, 233 400 человек были осуждены в связи с обвинением в сотрудничестве с противником и отбывали наказание в системе ГУЛАГа. Эти сведения дополняются следующей информацией: из 1 млн 836 тыс. вернувшихся из плена 1 млн 230 тыс. бывших военнопленных сразу были направлены в Красную армию. В проверочные лагеря и в спецлагеря НКВД были направлены только около 600 тыс. бывших военнопленных (из которых были осуждены более 233 тыс. человек), остальные 370 тыс. после проверки, которая могла занимать несколько месяцев, также были освобождены.
Во время войны освобождённые из плена военнослужащие в большинстве случаев после непродолжительной проверки восстанавливались на военной службе, причём рядовой и сержантский состав в основном в обычных воинских частях, а офицеры, как правило, лишались офицерских званий, и из них формировались офицерские штурмовые (штрафные) батальоны. В послевоенное время освобождённые офицеры направлялись в лагеря НКВД и запасные части Главного управления формирования и укомплектования войск Красной армии для более тщательной проверки.
После войны освобождённые из плена военнослужащие рядового и сержантского состава, не служившие в германской армии или изменнических формированиях, были разбиты на две большие группы по возрастному признаку — демобилизуемого и недемобилизуемого возраста. В 1945 году, после увольнения из армии в запас красноармейцев тех возрастов, на которых распространялся приказ о демобилизации, были отпущены по домам и военнопленные рядового и сержантского состава соответствующих возрастов. Военнопленные же рядового и сержантского состава недемобилизуемых возрастов в соответствии со специальным постановлением Государственного комитета обороны от 18 августа 1945 года направлялись в рабочие батальоны для работы в промышленности и восстановления разрушенных во время войны объектов. Отправка к месту жительства зачисленных в рабочие батальоны ставилась в зависимость от будущей демобилизации из армии военнослужащих срочной службы соответствующих возрастов.
Согласно директиве Генерального штаба Вооружённых сил СССР от 12 июля 1946 года, рабочие батальоны были расформированы, а к зачисленным в них стал применяться термин «переведённые в постоянные кадры промышленности». Они не имели права сменить место работы и вернуться к себе на родину даже после демобилизации из армии их сверстников.
В 1956 году прошёл массовый пересмотр дел осуждённых бывших военнопленных. По инициативе Георгия Жукова, министра юстиции Константина Горшенина и генерального прокурора Романа Руденко вышло совместное постановление ЦК КПСС и Совета министров СССР от 29 июня 1956 года «Об устранении последствий грубых нарушений законности в отношении бывших военнопленных и членов их семей», о которых Жуков ранее упоминал в проекте выступления на Пленуме ЦК КПСС. После этого началось внесение прокурорских протестов на приговоры бывшим советским военнопленным. По итогам рассмотрения внесённых во втором полугодии 1956 года протестов военной прокуратуры суды прекратили дела с полной реабилитацией в отношении 253 осуждённых, а ещё 13 осуждённым приговоры изменили с переквалификацией. Например, 11 декабря 1956 года пленум Верховного суда СССР прекратил уголовное дело в отношении бывшего военнопленного П. Охотина — за отсутствием состава преступления. При пересмотре дела выяснилось, что Охотин, исполнявший в немецком лагере обязанности повара, стал жертвой оговора в избиении военнопленных, нарушавших порядок на кухне (из-за этого оговора он был 16 июля 1948 года приговорён трибуналом Ленинградского военного округа к 25 годам исправительно-трудовых лагерей). 20 сентября 1956 года постановление Президиума Верховного Совета СССР распространило указ об амнистии от 17 сентября 1955 года на бывших советских военнослужащих, осуждённых за пособничество врагу. Бывшим военнопленным мера наказания была снижена до фактически отбытой и они подлежали освобождению. Дела умерших (расстрелянных) бывших военнопленных не проверялись.

### Союзники СССР и советские военнопленные
Союзники СССР по антигитлеровской коалиции вели себя по-разному в отношении советских военнопленных, оказавшихся на контролируемой ими территории. Иногда союзники оказывали содействие советским представителям в принудительной репатриации. Так в лагере Рюгге в Норвегии из 350 пленных отказались возвращаться в СССР 286 человек. Советские представители решили арестовать организаторов массового отказа от репатриации. В этом советским представителям помогли норвежская полиция и местные партизаны. Отказавшиеся возвращаться пленные оказали сопротивление, в результате которого в ходе ареста «10 основных организаторов и вдохновителей невозвращения на родину» были ранены 4 человека.
Однако были случаи, когда союзники задерживали репатриацию военнопленных, используя их для работ на месте. Например, в Валансе им выдавали в день по 150 г хлеба, 300 г моркови и 5 г жира, причём 80 % из них ежедневно отправляли на тяжёлые работы. Лица, содержавшиеся в этом лагере, получив отказ на требование об улучшении условий, 15 ноября 1944 года объявили голодовку. В американском лагере в окрестностях Льежа работали по 12 часов в день, в том числе в воскресенье. Платили 2000 франков в месяц, удерживая 900 франков в месяц за питание. Были случаи издевательств со стороны военнослужащих союзных войск, охранявших советских военнопленных. В лагере Ренес администрация заставила военнопленных лейтенанта Колера и младшего лейтенанта Королькова впрячься в повозку с грузом и тащить её. При этом американский сержант Шир шёл рядом и бил обоих пленных палкой.
Иногда союзники вывозили военнопленных для работ. Так в США 400 бывших военнопленных находились на принудительных работах в имении сенатора Бирда в Винчестере.
По ходу подготовки репатриации многие военнопленные умирали уже после освобождения. Так с мая по октябрь 1945 года в Норвегии в основном от туберкулёза умерли 572 советских гражданина.
Кроме того, союзники в ряде случаев стремились оставить себе часть военнопленных. В частности, американские офицеры при помощи русских белоэмигрантов вербовали в армию США. Французские власти с помощью белоэмигрантов уговаривали бывших пленных вступать в Иностранный легион.

## Современные оценки численности советских военнопленных

### Зарубежные оценки и источники
По подсчётам американского историка А. Даллина, с начала войны Германии против СССР и до 1 февраля 1945 года в немецком плену оказались более 5,7 млн (точнее – 5754 тыс.). Эти данные он разыскал в немецких архивах и опубликовал в своей монографии «Германское правление в России. 1941—1945», которая вышла в 1957 году на английском языке, а в 1958 году — на немецком. В СССР А. Даллина тут же причислили к «буржуазным фальсификаторам», а введённая им в научный оборот статистика не принималась во внимание советскими историками. В зарубежной историографии на неё до сих пор опираются как на наиболее достоверную. Численность в 5,75 млн человек включает 3,35 млн взятых в плен в 1941 году и 2,4 млн — с 1 января 1942 года по 1 февраля 1945 года. Сам Даллин допускал, что это, возможно, неполные данные.
Согласно немецким документам времён войны, к 1 мая 1944 года статистика по советским военнопленным выглядела следующим образом:
| Статус                                                   | Численность, чел. | %     |
| -------------------------------------------------------- | ----------------- | ----- |
| Находятся в лагерях                                      | 1 053 000         | 20,4  |
| Выпущены на свободу или приняты на военную службу        | 818 000           | 15,9  |
| Умерли в лагерях                                         | 1 981 000         | 38,4  |
| Остальные:                                               | 1 308 000         | 25,3  |
| 0• бежали                                                | 67 000            | 1,3   |
| 0• казнены                                               | 473 000           | 9,1   |
| 0• умерли в транзитных лагерях 00или не зарегистрированы | 768 000           | 14,9  |
| Общая численность                                        | 5 160 000         | 100,0 |

Профессор Гейдельбергского университета Кристиан Штрайт оценивает общее количество советских военнопленных в более чем 5,7 млн (5 734 528) человек, из них 3,3 млн (около 60 %) погибли в немецком плену. По данным документов штабов немецких армий, в 1941 году было захвачено в июне: Белостокский и Минский котлы — 323 тыс. пленных, в августе: Уманский котёл — 103 тыс., Смоленско-Рославльский котёл — 348 тыс., Гомельский котёл — 50 тыс., у озера Ильмень — 18 тыс., Великие Луки — 30 тыс., в Эстонии — 11 тыс., в Демянске — 35 тыс., в сентябре: Киевский котёл — 665 тыс., Лужский котёл под Ленинградом — 20 тыс., в октябре: Мелитопольский котёл — 100 тыс., Вяземский котёл — 662 тыс. С июня 1941 года по январь 1942 года суммарное число советских пленных составило 3,9 млн; после зимы 1941—1942 годов из них в живых осталось 1,1 млн человек.

### Российские оценки
В 1990-х годах в России произошло не только открытие доступа к материалам и документам, бывшим ранее секретными, но и начался диалог между историками разных стран. Результатом такого диалога стало проведение ряда крупных международных конференций и издание коллективных трудов по истории военного плена. Главную проблему в публикациях российских историков представляет общая численность советских военнопленных. Консенсус по этому вопросу не найден до сих пор.
По расчётам профессора В. И. Козлова, к началу 1944 года умерли 3,3 млн советских военнопленных, а общее число погибших, не дождавшихся освобождения из плена, как он считает, превышает 4 млн человек. Военные историки М. А. Гареев и В. В. Гуркин считают, что в немецкий плен попали около 4 млн человек, из них погибли 600—673 тыс. человек. Цифры зарубежных историков 5,2—5,7 млн они считают преувеличенными. Аналогичные данные — 4 млн 559 тыс. — приводятся в статистическом исследовании «Грифы секретности снят» под редакцией генерал-полковника Г. Ф. Кривошеева. Число погибших в плену — 1 млн 400 тыс. человек; однако эта цифра, по мнению М. Е. Ерина, весьма занижена.
В июне 1998 года Генштаб Вооружённых сил Российской Федерации опубликовал официальные данные о потерях в Великой Отечественной войне. В этой публикации также утверждается, что в плену оказались или пропали без вести 4 млн 559 тыс. человек.
Демограф П. М. Полян и военный историк М. И. Семиряга придерживаются цифры 5,7 млн человек. По их расчётам, 3,3 млн (или 57 %) погибли в плену, причём около 2 млн из них — до февраля 1942 года.
Кандидат исторических наук из Ижевска Д. В. Перевощиков в своей статье 2022 года считает, что численность советских военнопленных историками ФРГ слишком преувеличена. По его мнению, таким образом «зарубежные исследователи проявляют субъективное стремление смягчить хотя бы психологически горечь сокрушительного поражения соотечественников».  При этом он считает, что информации Верховного командования вермахта доверять нельзя, так как оно включало в число военнопленных лиц, которые не относились непосредственно к РККА. По его подсчётам, в действительности в немецком плену находились в общей сложности до 3 млн солдат и офицеров Красной армии.

## Компенсация со стороны Германии
Длительное время власти Германии не выплачивали никакой компенсации бывшим советским военнопленным. Только в 2015 году бундестаг заложил в бюджет Германии 10 млн евро компенсации, рассчитывая выдать 4 тысячам потенциальным претендентам по 2,5 тыс. евро. Условия компенсации установлены инструкцией министерства финансов Германии от 30 сентября 2015 года:
- получатели компенсации — бывшие военнослужащие Красной армии, взятые вермахтом в плен между 22 июня 1941 года и 8 мая 1945 года;
- размер компенсации — 2500 евро каждому бывшему военнопленному, обратившемуся лично в период с 20 мая 2015 года по 30 сентября 2017 года.

## Известные советские военнопленные
| - генерал-лейтенант Власов, Андрей Андреевич - майор Гаврилов, Пётр Михайлович - лейтенант Гусейн-заде, Мехти Ганифа оглы - генерал-майор Данилов, Сергей Евлампиевич - старший политрук Джалиль, Муса Мустафович - старший лейтенант Джугашвили, Яков Иосифович - генерал-лейтенант Ершаков, Филипп Афанасьевич - лётчик-истребитель Девятаев, Михаил Петрович - генерал-лейтенант инженерных войск Карбышев, Дмитрий Михайлович | - генерал-майор Кириллов, Николай Кузьмич - генерал-лейтенант Лукин, Михаил Фёдорович - генерал-лейтенант Музыченко, Иван Николаевич - генерал-майор (с 1961 — генерал-полковник) Потапов, Михаил Иванович - генерал-майор Понеделин, Павел Григорьевич - писатель Степан Павлович Злобин |